# Matija Polić
Matija (Mato) Polić (Hreljin, 29. siječnja 1870. – Bakar, 7. siječnja 1959.), hrvatski pravaški političar i saborski zastupnik.
Na izborima za Hrvatsko-slavonsko-dalmatinski sabor 1911. kao kandidat Čiste stranke prava ušao je u Hrvatski državni sabor kao pobjednik u izbornom kotaru Slunju.
Na izborima za Hrvatsko-slavonsko-dalmatinski sabor 1913. kao kandidat složnih pravaša ušao je u Hrvatski državni sabor. Pobijedio je u izbornom kotaru Slunju.
Bio je član saborskoga kluba frankovačkih pravaša, a uz njega to su bili: Vladimir Prebeg, Ivan Zatluka, Aleksandar Horvat, Josip Pazman, Vuk Kiš, Fran Novak, Josip Milković, Stipe Vučetić, Ivo Frank i Stjepan Pavunić, te Stjepan Zagorac koji je bio član kluba, ali ne i stranke.